# Leila Badre
Leila Badre, née le 20 février 1943 à Beyrouth au Liban, est une archéologue libanaise, directrice du Musée archéologique de l'université américaine de Beyrouth (en). Elle a fait des découvertes importantes dans plusieurs sites du Levant : un temple à Tell Kazel (en) en Syrie et, au Liban, un glacis phénicien à Beyrouth ainsi que deux sanctuaires à Tyr, l'un phénicien, l'autre de l’époque hellénistique.
Elle a donné des conférences notamment au Musée du Louvre, à l'Institut du monde arabe et a été professeure invitée à l'École normale supérieure de Paris.

## Jeunesse et études
Leila Badre, née à Beyrouth, fait ses études secondaires au lycée Notre-Dame de Nazareth. Elle est la nièce de l'archéologue Gabriel Saadé, spécialiste du royaume d'Ougarit. 
Après un MA en archéologie à l'université américaine de Beyrouth, elle soutient à l'université Paris 1 Panthéon-Sorbonne en 1976 une thèse de doctorat intitulée Les figurines anthrophomorphes à l'Âge du bronze en Syrie publiée en 1980 et devenue un ouvrage de référence sur le sujet. Entre 1968 et 1975, elle est assistante de recherche au Musée archéologique de l'université américaine de Beyrouth 

## Carrière
Elle occupe plusieurs postes d'enseignement, à l'université libanaise entre 1978 et 1988, comme maîtresse de conférences à l’Institut français d’archéologie du Proche-Orient (IFAPO) et maîtresse de conférences invitée à l'université de Bourgogne en 1989, et comme professeuree invitée à l'École normale supérieure de Paris en 1991. En 1992 elle devient consultante pour le département d'histoire et d'archéologie à l'université de Balamand.
Elle est directrice dès 1980 du Musée archéologique de l'université américaine de Beyrouth, où elle supervise en 2006 un projet important de rénovation. Elle est également responsable de la création d'un musée dans la crypte du sous-sol de la cathédrale orthodoxe Saint-Georges dans le centre de Beyrouth.

## Recherches

### Tell Kazel
Certains des travaux les plus importants de L. Badre portent sur le site de Tell Kazel en Syrie, localisation probable de l'ancien Sumur, capitale du royaume d'Amurru comme permettent de le supposer les grandes dimensions du site, la présence de fortifications conséquentes, et la période d'occupation continue — du Bronze Moyen à l’époque hellénistique. Dans la deuxième moitié du IIe millénaire av. J.-C., Tell Kazel se situe « dans une région du Proche-Orient ancien à la frontière entre les sphères d’influence des empires égyptien et hittite, ainsi que sur un axe stratégique pour les communications entre la Méditerranée orientale et la Mésopotamie ».
Leila Badre met au jour à Tell Kazel, site daté, pour son occupation la plus ancienne, de 1 600 à 1 200 av. J.-C, « trois temples superposés, du matériel de culte, des produits de luxe en faïence polychromes», ainsi que des revêtements de mur et de sol en coquillages du Bronze récent. Les trois constructions successives du temple datent pour les deux premières du Bronze récent et pour la troisième de l'Âge du fer. Les aménagements de sols en coquillages étaient connus sur d'autres sites archéologiques, en revanche, il s'agit du premier exemple de parements de murs en coquillages.

### Centre-ville de Beyrouth
Les fouilles dans le centre-ville de Beyrouth dirigées par Leila Badre ont permis de découvrir en 1996 un glacis phénicien, fortification d'une longueur de 160 mètres de long et d'une hauteur de sept mètres (début du Bronze moyen). Ont été exhumées également des jarres funéraires, dont l'une contenait les restes d'une fillette de trois ans datés de 1700 av. J.-C. ; des amphores à vin importées de Grèce, datées du VIIe siècle av. J.-C. ; des jarres à provisions fabriquées localement pour exporter de l'huile d'olive. 

### Temple phénicien de Tyr
À Tyr dans le sud du Liban l'équipe dirigée par Leila Badre découvre en 2012 un temple phénicien de la fin de l’époque perse ; c'est un des plus anciens édifices religieux mis au jour dans cette ville, il est plus complet que celui d’Echmoun (auquel il manque les murs) ; il est plus grand que celui, contemporain, de Amrit en Syrie. Le site avait été repéré en 1975 par Maurice Chéhab mais il était tombé dans l'oubli et n'avait fait l'objet d'aucune description.

### Sanctuaire hellénistique de Tyr
En 2017 une équipe dirigée par Leila Badre met au jour les fondations d’un sanctuaire hellénistique de 15 mètres de long et de 6 mètres de large, semblable par ses techniques de construction au sanctuaire phénicien de Sarepta (actuelle Sarafand dans le sud du Liban), mais deux fois plus grand. Les fouilles ont permis également de déceler les vestiges d'une construction plus ancienne sous les fondations  ainsi, selon Leila Badre, « la tradition de la préservation des lieux de culte sur plusieurs siècles se confirme ».

## Campagnes de fouilles
Au Liban :
- Tell El Ghassil (en) : 1968-1974
- Sarafand : 1969-1974
- Tell Arqa (au Liban Nord) : 1978
- Centre-ville de Beyrouth : 1993-1999
- Beyrouth, cathédrale orthodoxe Saint-Georges : 1995-2000 ; les fouilles révèlent que six églises se sont succédé sur le même site
- Monastère de Kaftoun (en) près de Chekka : dès 2004
- Tyr : 2012

En Syrie : 
- Ougarit : 1973
- Ras Ibn Hani : 1977-1979
- Tell Kazel (en) : 1985-2010

Au Yémen : 
- Hadramaout : 1979-1983 ; pendant la guerre du Liban, Leila Badre rejoint la Mission archéologique française de Shabwa

À Dubaï : 1969-1970

## Distinction
- Commandeure de l'ordre national du Cèdre (2018)[2]

## Liste sélective de publications
- Leila Badre, Emmanuelle Capet, Barbara Vitale, Tell Kazel au Bronze récent. Études céramiques. Bibliothèque archéologique et historique, 211. Beyrouth: Presses de l'Ifpo, 2018,  (ISBN 9782351597408).
- Leila Badre, Tell Kazel, Syrie: fouilles du musée AUB, 1985-1987 : rapports préliminaires, Faculté des arts et des sciences, Université américaine de Beyrouth, 124 pages, 1990[13].
- Leila Badre, Jean-François Breton, Rémy Audouin, Wādī Ḥaḍramawt: prospections, Centre Culturel et de Recherches Archéologiques, 114 pages, 1980[14]
- Leila Badre, "Le périmètre archéologique de Tyr", Tyr et la formation des civilisations méditerranéennes, Paris 1992.
- Leila Badre, "Les peuples de la mer à Ibn Hani, problème de destruction et de ré-occupation", Atti del I Congresso Internazionale di Studi Fenici e Punici Vol. Moi, Roma 1983.
- Leila Badre, Les figurines anthropomorphes en terre cuite à l'Âge du Bronze en Syrie, BAH, LXXXV, Paris, P. Geuthner, 1980[15]
- Leila Badre, «Recently Discovered Bronze Age Temples : Middle Bronze Beirut and Late Bronze Tell Kazel» in Acts of the First, International Congress on the Archaeology of the Ancient Near East, Roma, 1998.
- Leila Badre, «Cultural Interconnections During the Late Bronze Age at Tell Kazel», in Bulletin of the American School of Oriental Research, (BASOR) n ° 343, Baltimore, 2007.
- Leila Badre, "Beyrouth 003 Preliminary Report, Excavations of the American University of Beirut Museum 1993 - 1996", in Bulletin d'Archéologie et d'Architecture Libanaises, volume 2, 1997 p. 6-94, 2007.
- Leila Badre, «Les découvertes archéologiques du Centre Ville de Beyrouth» in Comptes Rendus de l'Académie des Inscriptions, et Belles Lettres. Paris, 1997, 2007.
- Leila Badre, "Sondage stratigraphique à Shabwa-Hadramout 1976-81", Syria, LXVIII, Paris 1991.
- Leila Badre, « Handmade Burnished Ware and Contemporary Imported Pottery from Tell Kazel » in the Proceedings of the International Symposium held at Rethymnon, Crete, 2002. Sea Routes…Interconnections in the Mediter. 16th-6th c. B.C., Athènes, 2003.
- Leila Badre "The Third Preliminary Report on the Archaeological Excavations of Tell Kazel 1993-1998", BERYTUS, vol. XLIV, Beyrouth, 1999-2000.